# Swiss Indoors 1997 - Qualificazioni singolare
Le qualificazioni del singolare dello Swiss Indoors 1997 sono state un torneo di tennis preliminare per accedere alla fase finale della manifestazione. I vincitori dell'ultimo turno sono entrati di diritto nel tabellone principale. In caso di ritiro di uno o più giocatori aventi diritto a questi sono subentrati i lucky loser, ossia i giocatori che hanno perso nell'ultimo turno ma che avevano una classifica più alta rispetto agli altri partecipanti che avevano comunque perso nel turno finale.
Le qualificazioni del torneo Swiss Indoors 1997 prevedevano 32 partecipanti di cui 4 sono entrati nel tabellone principale.

## Teste di serie
1. Daniel Vacek (primo turno)
2. Lionel Roux (ultimo turno)
3. Nicolas Escudé (Qualificato)
4. Oscar Burrieza-Lopez (secondo turno)

1. Alexander Volkov (ultimo turno)
2. Fernon Wibier (secondo turno)
3. Rainer Schüttler (primo turno)
4. Jean-Baptiste Perlant (primo turno)

## Qualificati
1. Lorenzo Manta
2. Régis Lavergne

1. Nicolas Escudé
2. Andrej Ol'chovskij

## Tabellone

### Legenda
| - Q = Qualificato - WC = Wild card - LL = Lucky loser | - ALT = Alternate - SE = Special Exempt - PR = Protected Ranking | - w/o = Walkover - r = Ritirato - d = Squalificato |

### Sezione 1
|  | Primo turno     | Primo turno           | Primo turno           | Primo turno | Primo turno |  |  | Secondo turno | Secondo turno | Secondo turno | Secondo turno | Secondo turno |   |   | Ultimo turno  | Ultimo turno  | Ultimo turno  | Ultimo turno | Ultimo turno |  |
|  |                 |                       |                       |             |             |  |  |               |               |               |               |               |   |   |               |               |               |              |              |  |
|  |                 | Lorenzo Manta         | 6                     | 6           | 7           |  |  |               |               |               |               |               |   |   |               |               |               |              |              |  |
|  | 1               | Daniel Vacek          | 7                     | 3           | 6           |  |  | Lorenzo Manta | Lorenzo Manta | 5             | 7             | 6             |   |   |               |               |               |              |              |  |
|  | Roger Federer   | Roger Federer         | 6                     | 6           | 7           |  |  | Roger Federer | Roger Federer | 7             | 6             | 3             |   |   |               |               |               |              |              |  |
|  | Frank Moser     | Frank Moser           | 7                     | 4           | 5           |  |  |               |               |               |               |               |   |   | Lorenzo Manta | Lorenzo Manta | Lorenzo Manta | 7            | 7            |  |
|  | Wayne Arthurs   | Wayne Arthurs         | Wayne Arthurs         | 7           | 7           |  |  |               |               | Wayne Arthurs | Wayne Arthurs | Wayne Arthurs | 6 | 5 |               |               |               |              |              |  |
|  | Karsten Braasch | Karsten Braasch       | Karsten Braasch       | 6           | 5           |  |  | Wayne Arthurs | Wayne Arthurs | 6             | 6             | 6             |   |   |               |               |               |              |              |  |
|  |                 | Gerald Mandl          | Gerald Mandl          | 7           | 6           |  |  | Gerald Mandl  | Gerald Mandl  | 7             | 2             | 4             |   |   |               |               |               |              |              |  |
|  | 8               | Jean-Baptiste Perlant | Jean-Baptiste Perlant | 5           | 4           |  |  |               |               |               |               |               |   |   |               |               |               |              |              |  |

### Sezione 2
|  | Primo turno       | Primo turno       | Primo turno       | Primo turno | Primo turno |  |  | Secondo turno  | Secondo turno   | Secondo turno | Secondo turno  | Secondo turno |   |   | Ultimo turno | Ultimo turno | Ultimo turno | Ultimo turno | Ultimo turno |  |
|  |                   |                   |                   |             |             |  |  |                |                 |               |                |               |   |   |              |              |              |              |              |  |
|  | 2                 | Lionel Roux       | Lionel Roux       | 6           | 7           |  |  |                |                 |               |                |               |   |   |              |              |              |              |              |  |
|  |                   | Jim Grabb         | Jim Grabb         | 3           | 6           |  |  | 2              | Lionel Roux     | 6             | 3              | 6             |   |   |              |              |              |              |              |  |
|  | Nicolas Thomann   | Nicolas Thomann   | Nicolas Thomann   | 7           | 6           |  |  |                | Nicolas Thomann | 1             | 6              | 2             |   |   |              |              |              |              |              |  |
|  | Michel Kratochvil | Michel Kratochvil | Michel Kratochvil | 6           | 3           |  |  |                |                 |               |                |               |   |   | 2            | Lionel Roux  | 4            | 7            | 2            |  |
|  | Petr Luxa         | Petr Luxa         | Petr Luxa         | 6           | 6           |  |  |                |                 |               | Régis Lavergne | 6             | 6 | 6 |              |              |              |              |              |  |
|  | Severin Lüthi     | Severin Lüthi     | Severin Lüthi     | 1           | 0           |  |  | Petr Luxa      | Petr Luxa       | 6             | 1              | 2             |   |   |              |              |              |              |              |  |
|  |                   | Régis Lavergne    | Régis Lavergne    | 6           | 6           |  |  | Régis Lavergne | Régis Lavergne  | 4             | 6              | 6             |   |   |              |              |              |              |              |  |
|  | 7                 | Rainer Schüttler  | Rainer Schüttler  | 3           | 3           |  |  |                |                 |               |                |               |   |   |              |              |              |              |              |  |

### Sezione 3
|  | Primo turno    | Primo turno         | Primo turno      | Primo turno | Primo turno |  |  | Secondo turno | Secondo turno  | Secondo turno  | Secondo turno | Secondo turno |   |   | Ultimo turno | Ultimo turno   | Ultimo turno   | Ultimo turno | Ultimo turno |  |
|  |                |                     |                  |             |             |  |  |               |                |                |               |               |   |   |              |                |                |              |              |  |
|  | 3              | Nicolas Escudé      | 6                | 4           | 6           |  |  |               |                |                |               |               |   |   |              |                |                |              |              |  |
|  |                | Stefano Pescosolido | 2                | 6           | 2           |  |  | 3             | Nicolas Escudé | Nicolas Escudé | 6             | 6             |   |   |              |                |                |              |              |  |
|  | Omar Camporese | Omar Camporese      | 4                | 7           | 6           |  |  |               | Omar Camporese | Omar Camporese | 3             | 2             |   |   |              |                |                |              |              |  |
|  | Jan Apell      | Jan Apell           | 6                | 5           | 3           |  |  |               |                |                |               |               |   |   | 3            | Nicolas Escudé | Nicolas Escudé | 6            | 6            |  |
|  | Diego Nargiso  | Diego Nargiso       | Diego Nargiso    | 6           | 6           |  |  |               |                |                | Diego Nargiso | Diego Nargiso | 3 | 2 |              |                |                |              |              |  |
|  | Yves Allegro   | Yves Allegro        | Yves Allegro     | 4           | 4           |  |  |               | Diego Nargiso  | Diego Nargiso  | 6             | 6             |   |   |              |                |                |              |              |  |
|  | 6              | Fernon Wibier       | Fernon Wibier    | 6           | 7           |  |  | 6             | Fernon Wibier  | Fernon Wibier  | 4             | 4             |   |   |              |                |                |              |              |  |
|  |                | Rodolphe Gilbert    | Rodolphe Gilbert | 1           | 6           |  |  |               |                |                |               |               |   |   |              |                |                |              |              |  |

### Sezione 4
|  | Primo turno         | Primo turno          | Primo turno          | Primo turno | Primo turno |  |  | Secondo turno | Secondo turno        | Secondo turno        | Secondo turno    | Secondo turno |   |   | Ultimo turno | Ultimo turno       | Ultimo turno | Ultimo turno | Ultimo turno |  |
|  |                     |                      |                      |             |             |  |  |               |                      |                      |                  |               |   |   |              |                    |              |              |              |  |
|  | 4                   | Oscar Burrieza-Lopez | Oscar Burrieza-Lopez | 6           | 6           |  |  |               |                      |                      |                  |               |   |   |              |                    |              |              |              |  |
|  |                     | Markus Hantschk      | Markus Hantschk      | 2           | 1           |  |  | 4             | Oscar Burrieza-Lopez | Oscar Burrieza-Lopez | 3                | 1             |   |   |              |                    |              |              |              |  |
|  | Andrej Ol'chovskij  | Andrej Ol'chovskij   | 6                    | 6           | 6           |  |  |               | Andrej Ol'chovskij   | Andrej Ol'chovskij   | 6                | 6             |   |   |              |                    |              |              |              |  |
|  | Patrick Baur        | Patrick Baur         | 4                    | 7           | 1           |  |  |               |                      |                      |                  |               |   |   |              | Andrej Ol'chovskij | 7            | 5            | 6            |  |
|  | Alexandre Strambini | Alexandre Strambini  | 6                    | 6           | 6           |  |  |               |                      | 5                    | Alexander Volkov | 6             | 7 | 3 |              |                    |              |              |              |  |
|  | Mikael Stadling     | Mikael Stadling      | 2                    | 7           | 1           |  |  |               | Alexandre Strambini  | Alexandre Strambini  | 2                | 4             |   |   |              |                    |              |              |              |  |
|  | 5                   | Alexander Volkov     | Alexander Volkov     | 6           | 6           |  |  | 5             | Alexander Volkov     | Alexander Volkov     | 6                | 6             |   |   |              |                    |              |              |              |  |
|  |                     | Szilard Szirtesi     | Szilard Szirtesi     | 4           | 1           |  |  |               |                      |                      |                  |               |   |   |              |                    |              |              |              |  |